# Astrid Plenk
Astrid Plenk (* 1976 in Bernburg an der Saale) ist eine deutsche Medienpädagogin und -managerin. Von 2018 bis 2024 war sie Programmgeschäftsführerin des KiKA, seit 2024 ist sie Direktorin des MDR-Landesfunkhauses Thüringen.

## Leben
2001 beendete Plenk ihr Studium der Pädagogik, Psychologie und Soziologie an der Universität Magdeburg. Von 2010 bis 2017 leitete sie die Redaktion Kinder und Familie des MDR. Zuvor war sie für Universal Studios Networks Deutschland, das Internationale Zentralinstitut für das Jugend- und Bildungsfernsehen (IZI), den Bayerischen Rundfunk und RTL II tätig.
2013 wurde sie an der Universität Kassel mit einer Dissertation zum Thema „Die Perspektive der Kinder auf Qualität im Kinderfernsehen“ in Medienpädagogik zum Dr. phil. promoviert. Seit 2011 ist Plenk zudem im Kuratorium junger deutscher Film für den Förderbereich Kinderfilm zuständig. Von 2018 bis 2024 war sie Programmgeschäftsführerin von KiKA. Seit 1. April 2024 ist sie Direktorin des MDR-Landesfunkhaus Thüringen, ihr Nachfolger beim KiKA wurde Roman Twork.
Plenk war im 2023 eine der Kandidaten um die Nachfolge von MDR-Intendantin Karola Wille.
Astrid Plenk ist verheiratet und Mutter von drei Kindern.